# Leszek raciborski
Leszek raciborski (ur. 1290 lub 1291, zm. 1336) –  książę raciborski 1306–1336, kozielski 1334–1336.
Leszek był jedynym synem księcia raciborskiego Przemysława i Anny czerskiej. W chwili śmierci ojca w 1306 roku, w związku z niepełnoletnością Leszka, opiekę nad nim przejął stryj Mieszko cieszyński. W czasie samodzielnych rządów pod jego opieką znalazł się zakon dominikański (potwierdził i rozszerzył nadania ojcowskie w Wodzisławiu, ukończył budowę raciborskiego klasztoru dominikanek), którego kapituła generalna zdecydowała się odprawiać modły w intencji powodzenia księcia raciborskiego we wszystkich swoich placówkach. 19 lutego 1327 roku razem z innymi książętami górnośląskimi Leszek złożył hołd lenny królowi czeskiemu Janowi Luksemburskiemu w Opawie. 
Pięć lat później ożenił się z Agnieszką żagańską. Małżeństwo pozostało bezdzietne. 21 lutego 1334 roku Leszek zdecydował się na powiększenie obszaru księstwa poprzez zakup od będącego w tarapatach finansowych księcia bytomskiego Władysława ziemi kozielskiej (za kwotę czterech tysięcy grzywien srebra). 
Leszek zmarł w 1336 roku i został pochowany w kościele Dominikanów w Raciborzu. Księstwo raciborskie po jego śmierci na skutek arbitralnej decyzji Jana Luksemburskiego (pomimo zdecydowanego oporu pozostałych książąt piastowskich z Górnego Śląska, najbliższych po mieczu krewnych Leszka) dostało się w ręce szwagra Mikołaja II Opawskiego (żonatego z córką Przemysława raciborskiego Anną). Ziemia kozielska powróciła w ręce Władysława bytomskiego (po zapłaceniu odszkodowania siostrze Leszka Eufemii, przeoryszy dominikańskiej w Raciborzu).